# Luché-Pringé
Luché-Pringé ist eine französische Gemeinde mit 1.524 Einwohnern (Stand: 1. Januar 2022) im Département Sarthe in der Region Pays de la Loire. Sie gehört zum Arrondissement La Flèche und zum Kanton Le Lude. Die Einwohner werden Luchois genannt.

## Geographie
Luché-Pringé liegt etwa 28 Kilometer südsüdwestlich von Le Mans am Fluss Loir, in den hier der Aune mündet. Umgeben wird Luché-Pringé von den Nachbargemeinden Saint-Jean-de-la-Motte im Norden und Nordwesten, Mansigné im Norden und Nordosten, Coulongé im Osten, Le Lude im Süden und Südosten, Thorée-les-Pins im Süden und Südwesten sowie Mareil-sur-Loir im Westen und Nordwesten.

## Bevölkerungsentwicklung
| Jahr                       | 1962 | 1968 | 1975 | 1982 | 1990 | 1999 | 2006 | 2012 | 2018 |
| Einwohner                  | 1557 | 1433 | 1384 | 1433 | 1486 | 1531 | 1621 | 1622 | 1555 |
| Quellen: Cassini und INSEE |      |      |      |      |      |      |      |      |      |

## Sehenswürdigkeiten
- Kirche Notre-Dame in Pringé, Monument historique seit 1975
- Kirche Saint-Martin in Luché, Monument historique seit 1913
- Priorei von Luché, Monument historique seit 1978
- Schloss Gallerande, ursprünglicher Festungsbau aus dem 11. Jahrhundert, im 15. und 16. Jahrhundert umgebaut, seit 1944 Monument historique
- Schloss La Grifferie aus dem 17. Jahrhundert, Umbauten aus dem 18./19. Jahrhundert
- Herrenhaus Venevelles
- Herrenhaus Hayes-le-Vicomte aus dem 16. Jahrhundert, Umbauten 17./18. Jahrhundert
- befestigte Mühle von Mervé aus dem 15. Jahrhundert

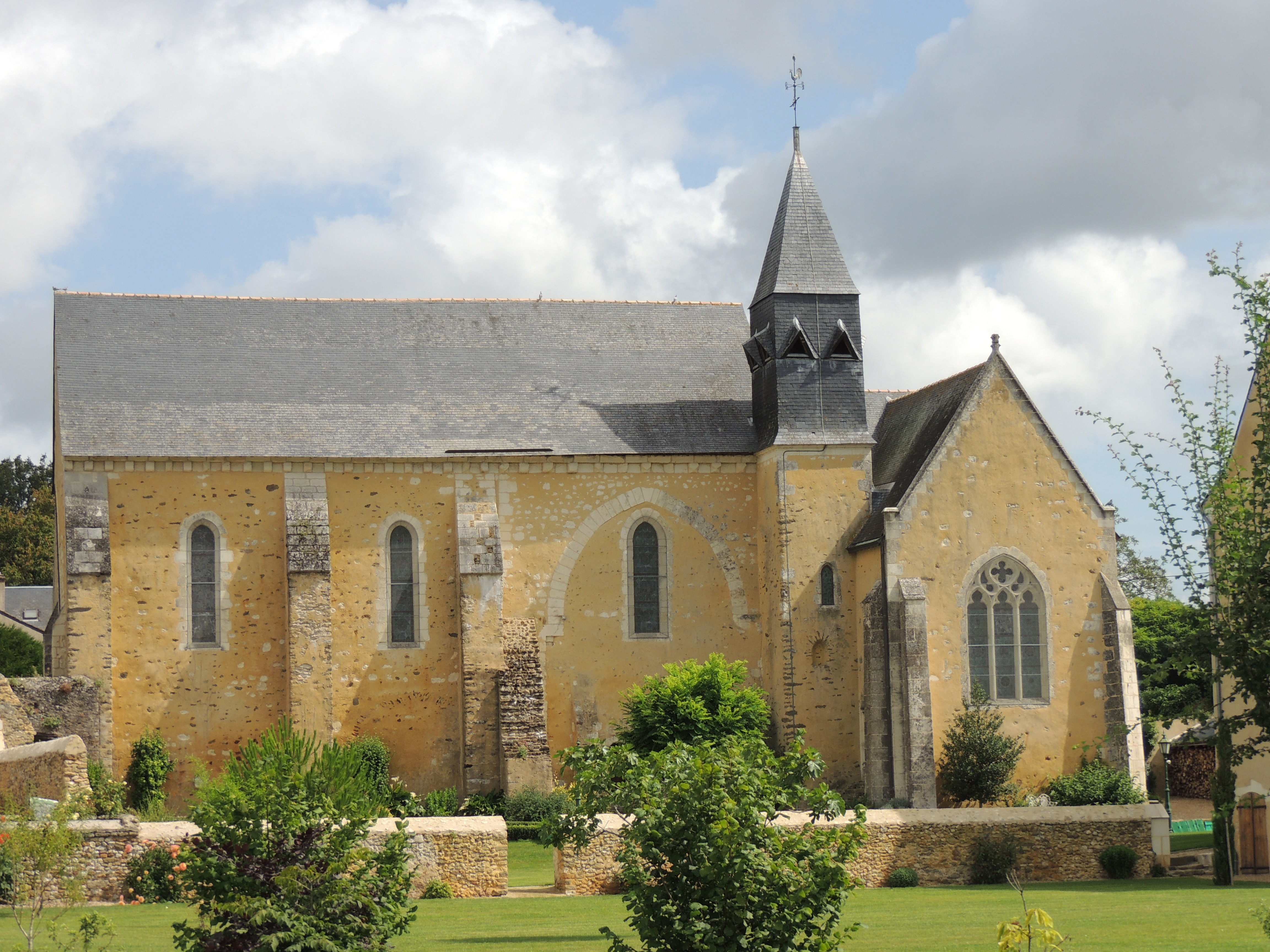
Kirche Notre-Dame in Pringé
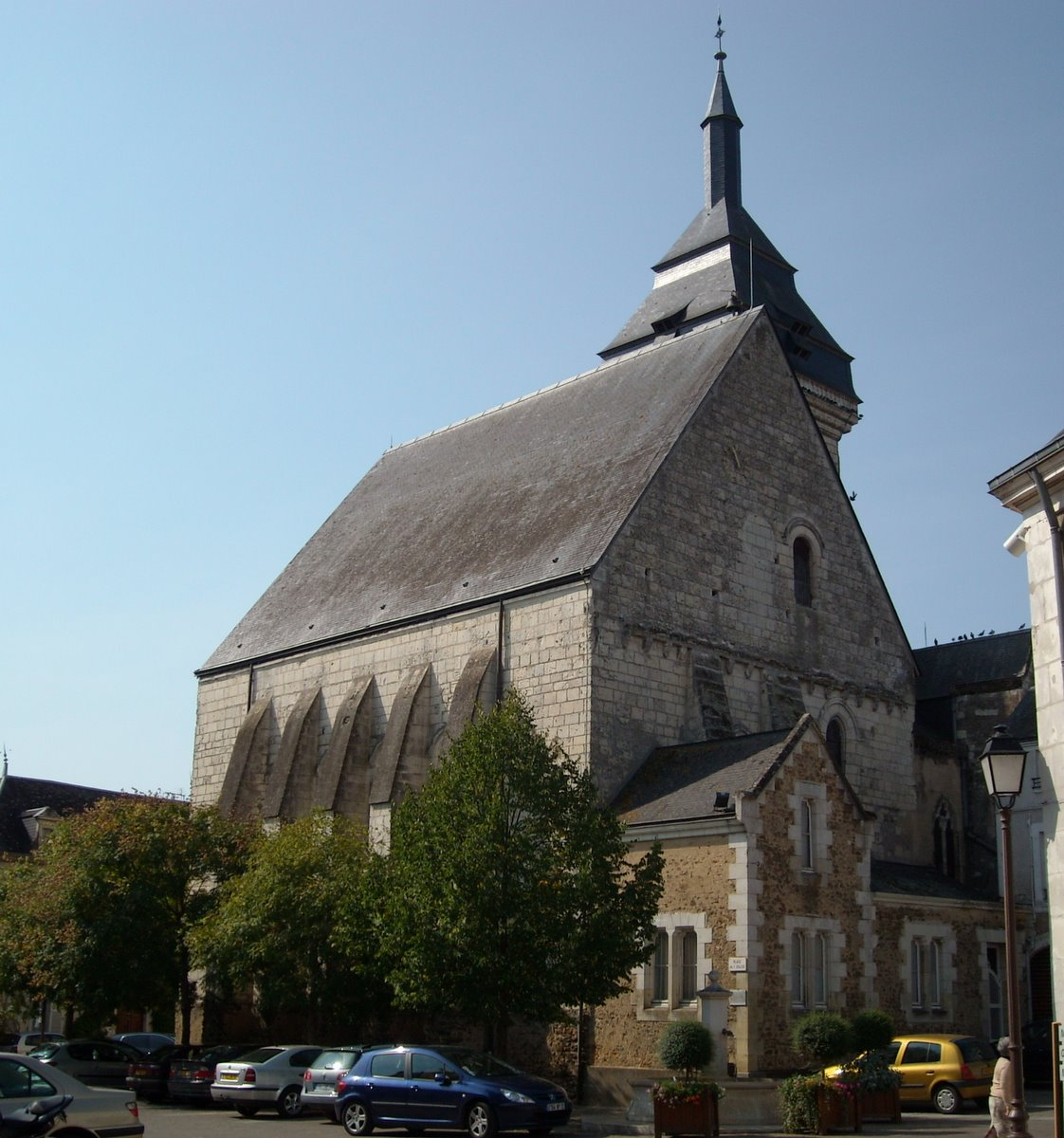
Kirche Saint-Martin in Luché
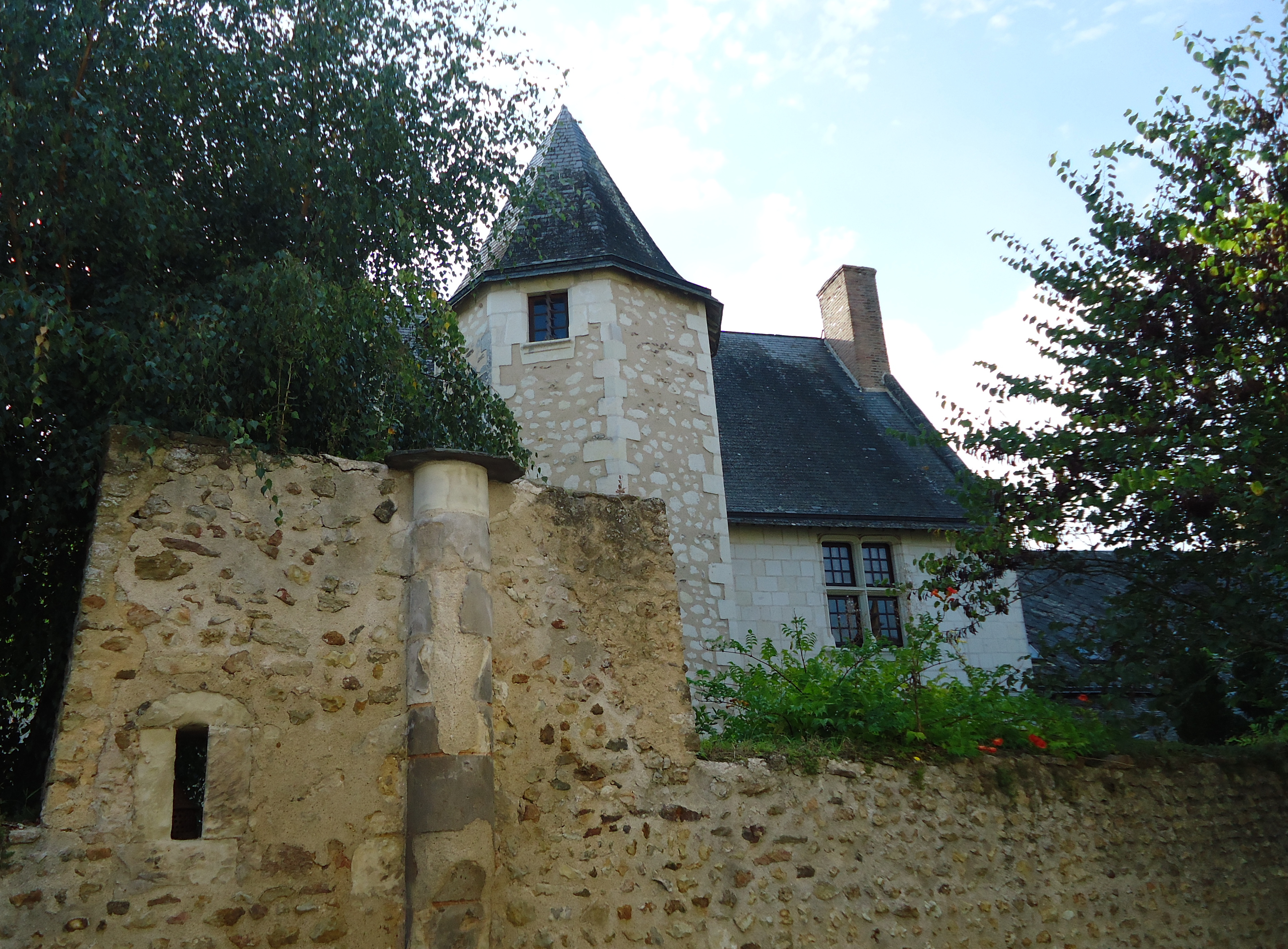
Priorei von Luché
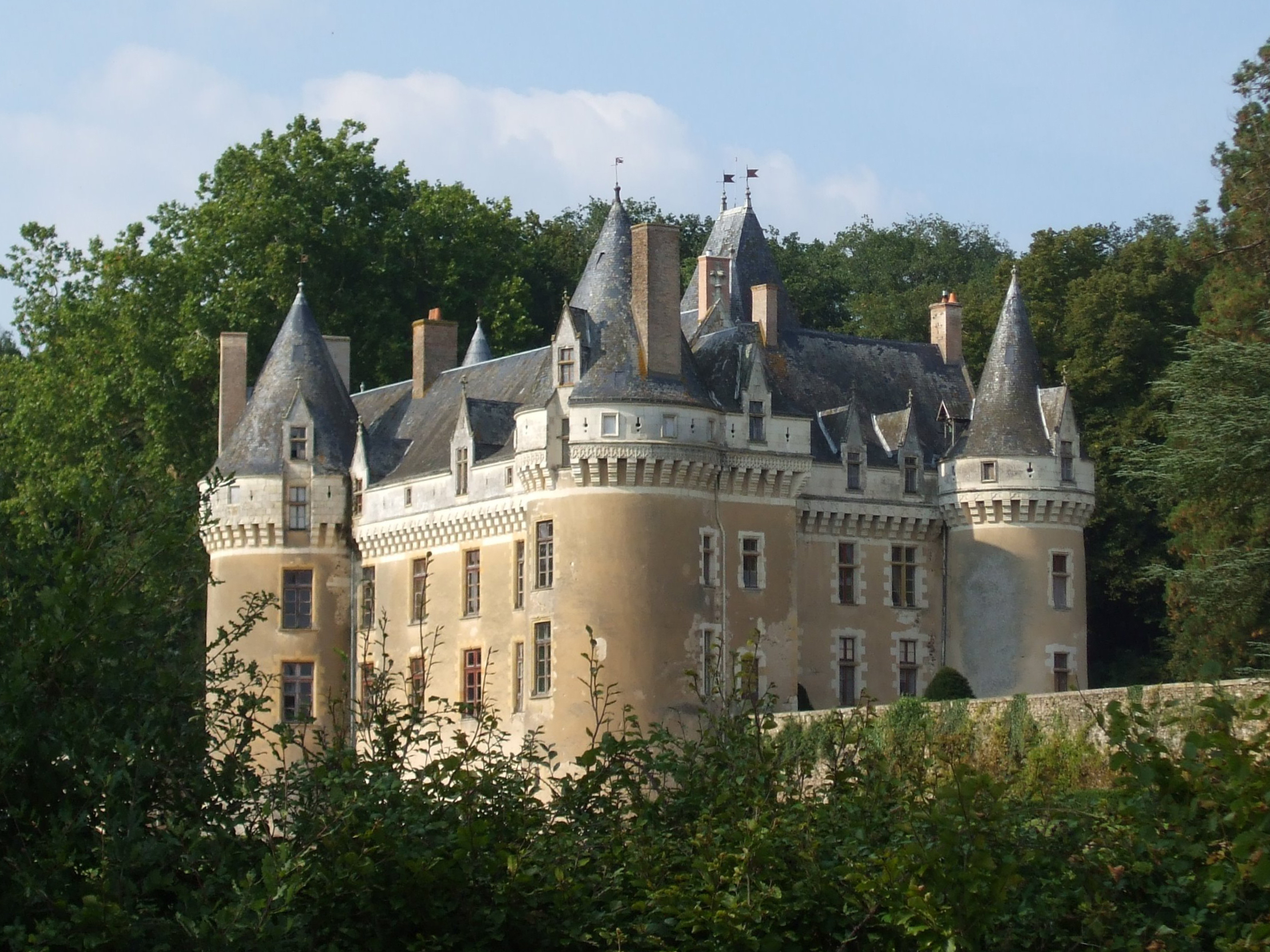
Schloss Gallerande
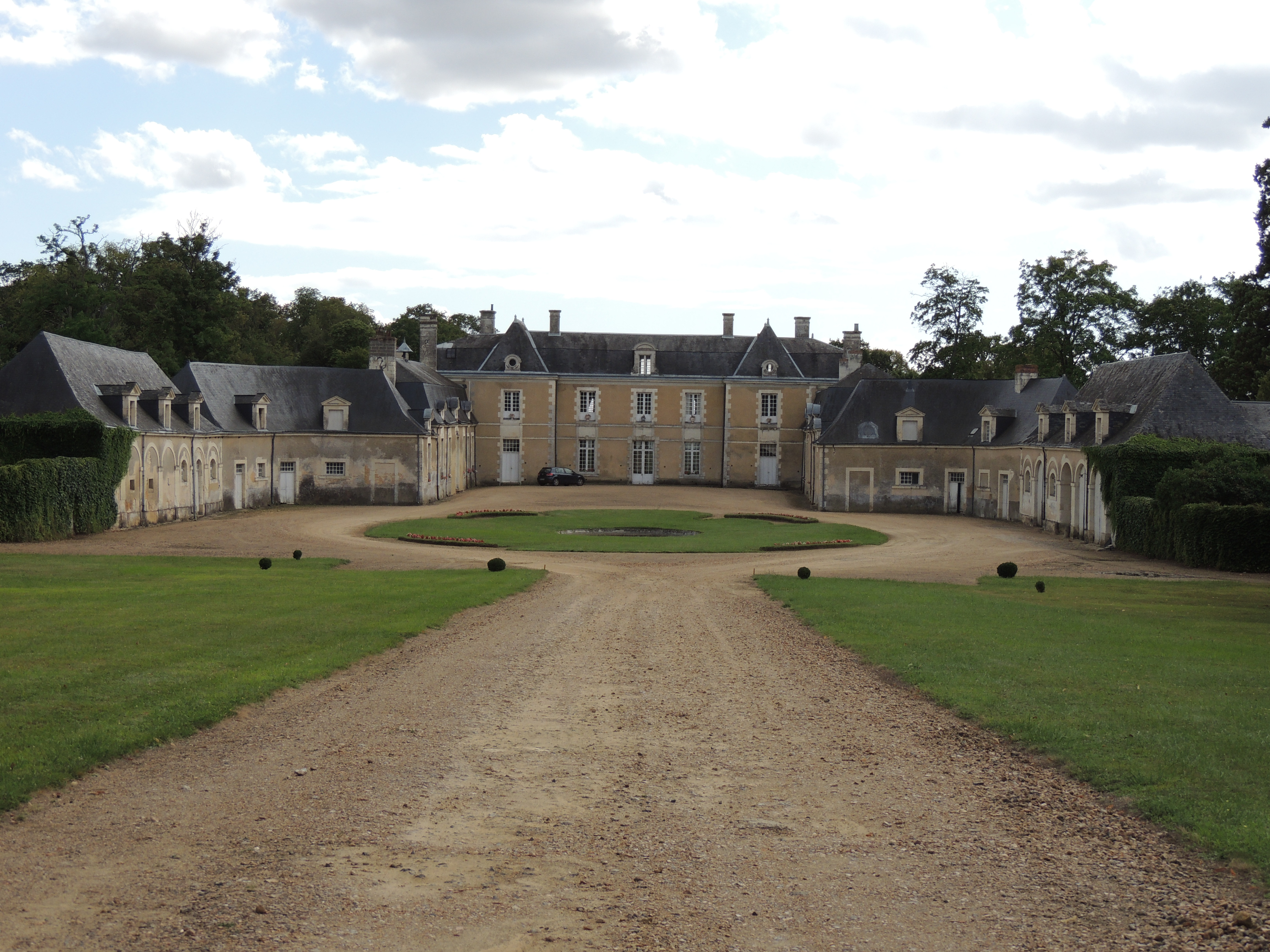
Schloss La Grifferie
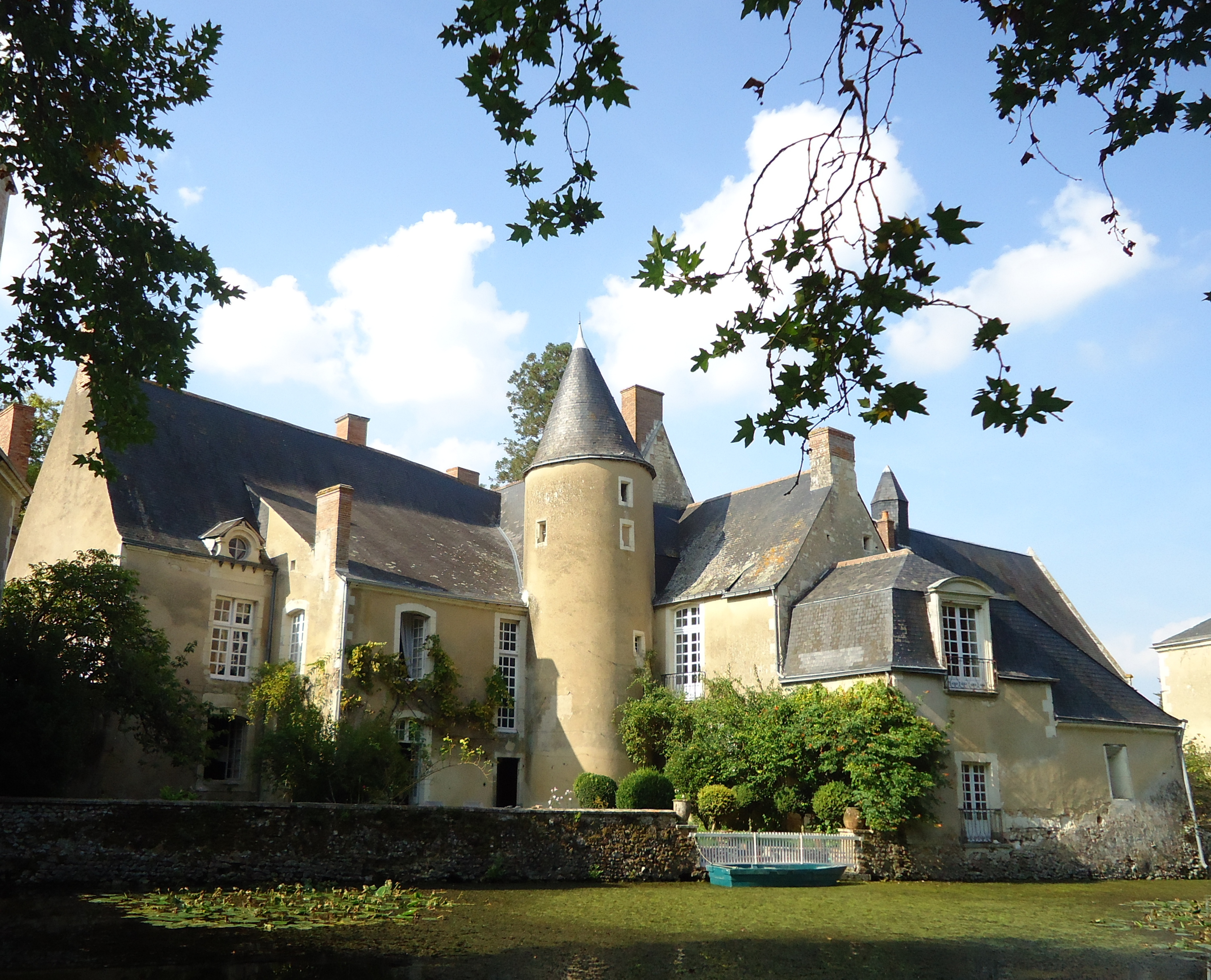
Herrenhaus in Venevelles
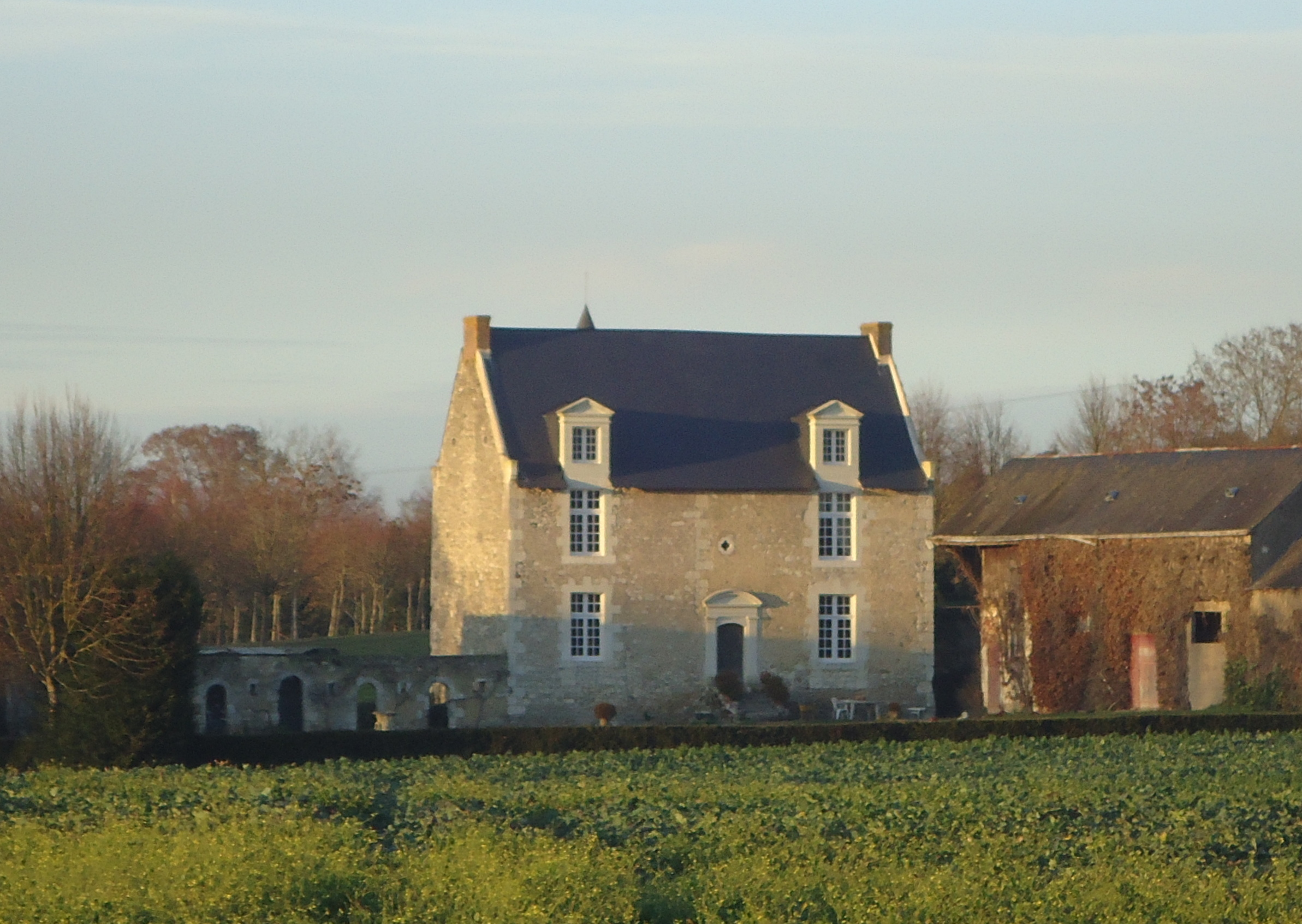
Herrenhaus Les Hayes-le-Vicomte
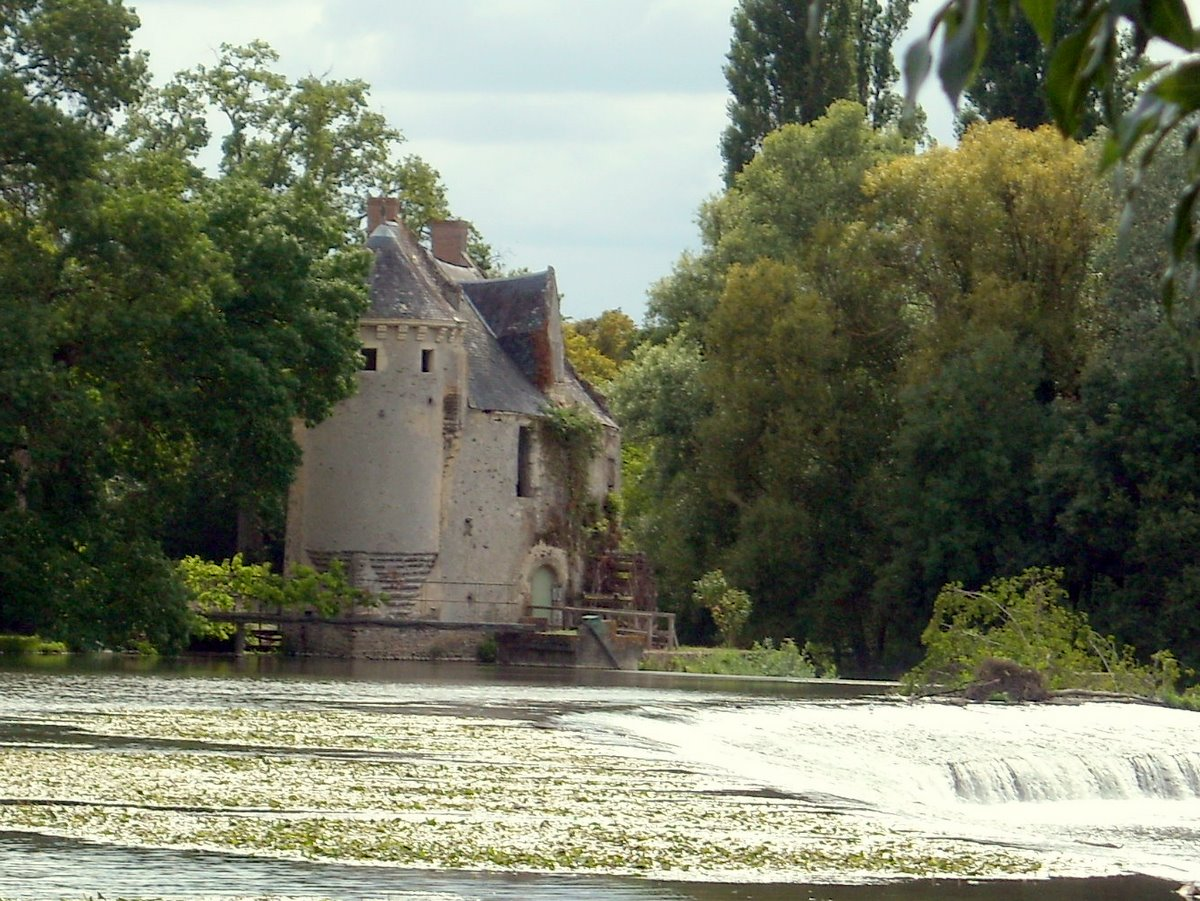
Mühle Mervé